# ميتيس سور مير (كيبك)
ميتيس سور مير (بالإنجليزية: Métis-sur-Mer, Quebec)‏ هي بلدية محلية في كيبيك تقع في كندا في لاميتيس. يقدر عدد سكانها بـ 607 نسمة ومساحتها 263.70 كم2 .